# Joner
For den elektriske ladede partikel, se ion
Joner er navnet på mennesker, der tilhørte det græsktalende folk, og som dels boede på halvøen Attika i bystaten Athen, og dels boede på flere af øerne i det græske øhav og langs Lilleasiens vestkyst.
Jonerne havde oprindeligt hørt hjemme på det græske fastland, men de var blevet fortrængt ud over havet af en anden, græsk stamme, dorerne, som var indvandret senere end de andre (se Dorervandringen).